# Barry Waddell
Barry Waddell, (Burwood, Nueva Gales del Sur, 20 de octubre de 1936-13 de abril de 2024) fue un ciclista australiano. Profesional de 1963 a 1970, ha sido campeón de Australia en ruta en 1964 y 1968 y ha ganado el Herald Sun Tour cinco veces consecutivas de 1964 a 1968.

## Palmarés
| 1964 - Campeonato de Australia de Ciclismo en Ruta - Herald Sun Tour 1965 - Herald Sun Tour 1966 - Herald Sun Tour | 1967 - Herald Sun Tour 1968 - Campeonato de Australia de Ciclismo en Ruta - Herald Sun Tour |